# نیتسا دی سیسیلیا
نیتسا دی سیسیلیا (به ایتالیایی: Nizza di Sicilia) یک کومونه در ایتالیا است که در استان مسینا واقع شده‌است.

## خصوصیات
نیتسا دی سیسیلیا ۱۳٫۲ کیلومترمربع مساحت و ۳٬۶۱۵ نفر جمعیت دارد.